# Kunluniacypris
Kunluniacypris is een geslacht van kreeftachtigen uit de klasse van de Ostracoda (mosselkreeftjes).

## Soort
- Kunluniacypris haoae (Jiang & Lin, 1995)